# Tiburon Challenger
Il Tiburon Challenger, conosciuto anche in precedenza come Royal Bank of Scotland Challenger per ragioni di sponsorizzazione, è un torneo professionistico di tennis giocato sul cemento, che fa parte dell'ATP Challenger Tour. Si gioca annualmente dal 2003 al Tiburon Peninsula Club di Tiburon, negli Stati Uniti.

## Albo d'oro

### Singolare
| Anno      | Campione            | Finalista          | Punteggio        |
| --------- | ------------------- | ------------------ | ---------------- |
| 2024      | Nishesh Basavareddy | Eliot Spizzirri    | 6–1, 6–1         |
| 2023      | Zachary Svajda (2)  | Adam Walton        | 6–2, 6–2         |
| 2022      | Zachary Svajda (1)  | Ben Shelton        | 2–6, 6–2, 6–4    |
| 2021 2020 | Non disputato       | Non disputato      | Non disputato    |
| 2019      | Tommy Paul          | Thanasi Kokkinakis | 7–5, 6(3)–7, 6–4 |
| 2018      | Michael Mmoh        | Marcel Granollers  | 6–3, 7–5         |
| 2017      | Cameron Norrie      | Tennys Sandgren    | 6–2, 6–3         |
| 2016      | Darian King         | Michael Mmoh       | 7–6(2), 6–2      |
| 2015      | Tim Smyczek         | Denis Kudla        | 1–6, 6–1, 7–6(7) |
| 2014      | Sam Querrey         | John Millman       | 6–4, 6–2         |
| 2013      | Peter Polansky      | Matthew Ebden      | 7–5, 6–3         |
| 2012      | Jack Sock           | Miša Zverev        | 6–1, 1–6, 7–6(3) |
| 2011      | Ivo Karlović        | Sam Querrey        | 6(2)–7, 6–1, 6–4 |
| 2010      | Tobias Kamke        | Ryan Harrison      | 6–1, 6–1         |
| 2009      | Gō Soeda            | Ilija Bozoljac     | 3–6, 6–3, 6–2    |
| 2008 2005 | Non disputato       | Non disputato      | Non disputato    |
| 2004      | K.J. Hippensteel    | Kevin Kim          | 6–3, 6–3         |
| 2003      | Alex Bogomolov Jr.  | Jeff Morrison      | 7–6(4), 6–3      |

### Doppio
| Anno      | Campioni                           | Finalisti                                 | Punteggio           |
| --------- | ---------------------------------- | ----------------------------------------- | ------------------- |
| 2024      | Luke Saville Tristan Schoolkate    | Patrick Kypson Eliot Spizzirri            | 6–4, 6–2            |
| 2023      | Luke Johnson Skander Mansouri      | William Blumberg Luis David Martínez      | 6–2, 6–3            |
| 2022      | Leandro Riedi Valentin Vacherot    | Ezekiel Clark Alfredo Perez               | 6(2)–7, 6–3, [10–2] |
| 2021 2020 | Non disputato                      | Non disputato                             | Non disputato       |
| 2019      | Robert Galloway Roberto Maytín     | JC Aragone Darian King                    | 6–2, 7–5            |
| 2018      | Hans Hach Verdugo Luke Saville     | Gerard Granollers Pujol Pedro Martínez    | 6–3, 6–2            |
| 2017      | André Göransson Florian Lakat      | Marcelo Arévalo Miguel Ángel Reyes Varela | 6–4, 6–4            |
| 2016      | Matt Reid John-Patrick Smith       | Quentin Halys Dennis Novikov              | 6–1, 6–2            |
| 2015      | Johan Brunström Frederik Nielsen   | Carsten Ball Matt Reid                    | 7–6(2), 6–1         |
| 2014      | Bradley Klahn Adil Shamasdin       | Carsten Ball Matt Reid                    | 7–5, 6–2            |
| 2013      | Austin Krajicek Rhyne Williams     | Bradley Klahn Rajeev Ram                  | 6–4, 6–1            |
| 2012      | Rik De Voest Chris Guccione        | Jordan Kerr Andreas Siljeström            | 6–1, 6–4            |
| 2011      | Carsten Ball Chris Guccione        | Steve Johnson Sam Querrey                 | 6–1, 5–7, [10–6]    |
| 2010      | Robert Kendrick Travis Rettenmaier | Ryler DeHeart Pierre-Ludovic Duclos       | 6–1, 6–4            |
| 2009      | Treat Conrad Huey Harsh Mankad     | Ilija Bozoljac Dušan Vemić                | 6–4, 6–4            |
| 2008 2005 | Non disputato                      | Non disputato                             | Non disputato       |
| 2004      | André Sá Bruno Soares              | Brandon Coupe Robert Kendrick             | 6–2, 6–3            |
| 2003      | Brandon Coupe Justin Gimelstob     | Brandon Coupe Diego Ayala                 | 0–6, 6–3, 7–6(3)    |